# Autostrada G1 Pekin-Harbin
Autostrada G1 Pekin-Harbin (chiń. upr. 北京－哈尔滨高速公路; chiń. trad. 北京－哈爾濱高速公路; pinyin Běijīng－Hā’ěrbīn gāosùgōnglù) — chińska płatna autostrada łącząca Pekin z miastem Harbin położona w północnej i północno-wschodniej części kraju. Licząca 1280 kilometrów droga przebiega przez miasto wydzielone Pekin oraz prowincje Hebei, Liaoning, Jilin i Heilongjiang. Często określana jest mianem autostrady Jingha od nazw miast, które łączy (Jing od Beijing oraz Ha od Harbin).
Trasę oddawano do użytku etapami, w latach 90. i w 2001 roku.
W 2021 roku stała się pierwszą autostradą w Chinach, która na dłuższym fragmencie ma po pięć pasów ruchu w każdą stronę. Rozbudowy arterii dokonano na liczącym 230 km odcinku Suizhong – Panjin.